# Porto Cervo
Porto Cervo – miejscowość (frazione) w północnej Sardynii. Administracyjnie przynależna do gminy Arzachena w prowincji Sassari. Porto Cervo jest centralnym punktem Costa Smeralda – riwiery północno-wschodniej Sardynii.
Porto Cervo to marina (jedna z najatrakcyjniejszych nad Morzem Śródziemnym) oraz nieduża osada zorientowana głównie na zamożnych turystów (sklepy, pensjonaty, wille, restauracje). Jej nieliczni mieszkańcy to głównie bogaci ludzie z całego świata, posiadający tam swoje posiadłości.
Miejscowość została w całości zaprojektowana w 1960 roku przez znanego włoskiego architekta Luigi Vietti'ego, na zlecenie miliardera księcia Agi Chana IV. Często nazywana jest Saint-Tropez Włoch.
Siedziba prestiżowego Yacht Club Costa Smeralda.

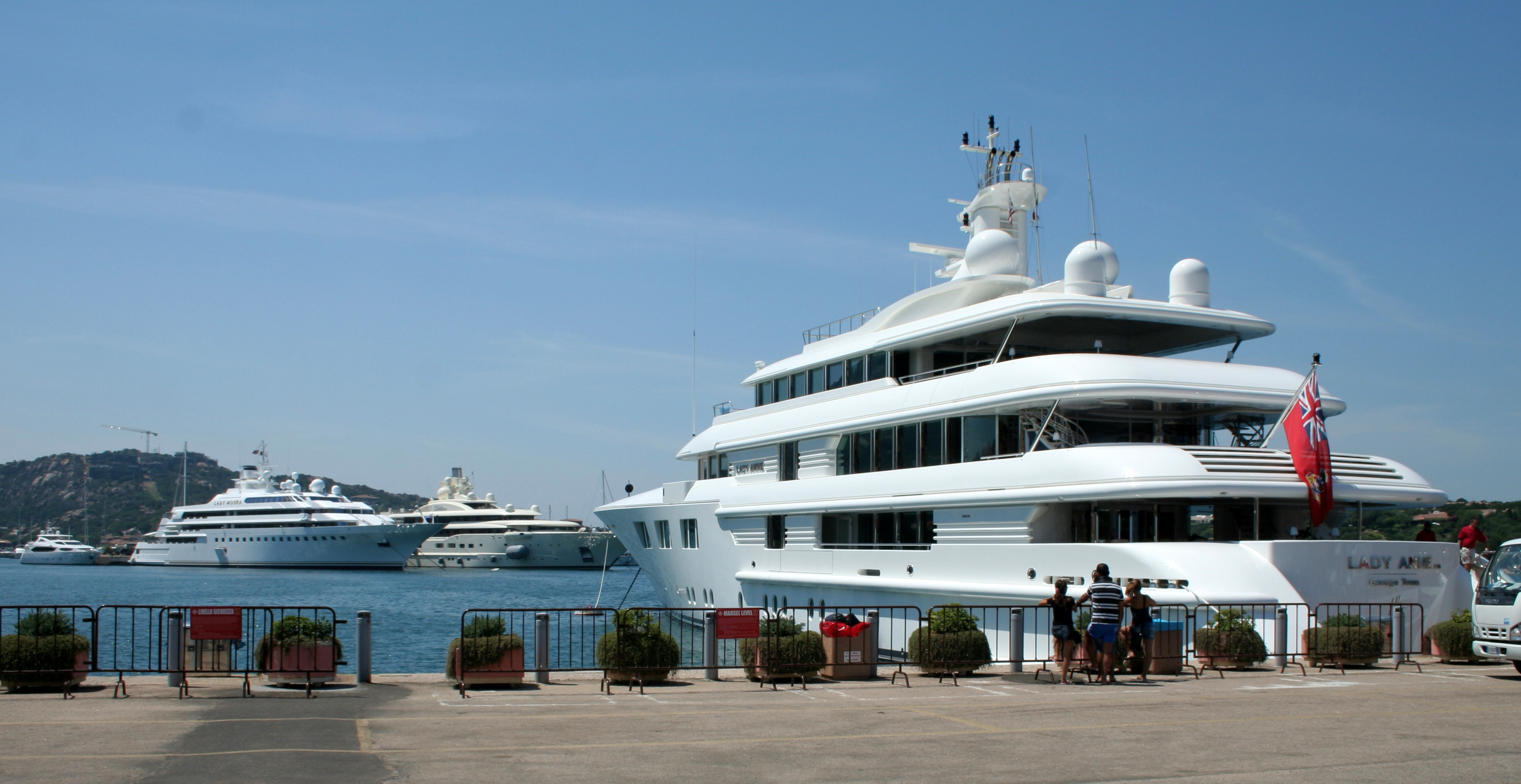
Luksusowe jachty w marinie Porto Cervo